# میان‌رودان (خلخال)
میان‌رودان روستایی است که در استان اردبیل، شهرستان خلخال، بخش شاهرود، دهستان پلنگا قرار دارد.

## جمعیت
بر اساس سرشماری سال ۱۳۸۵ جمعیت این روستا ۶۴۷ نفر با ۱۵۶ خانوار بوده‌است.

## زبان
اهالی روستای میانرودان به زبان ترکی آذربایجانی سخن می‌گویند.

توزیع جغرافیایی مناطقی که در آنها به ترکی آذربایجانی سخن گفته می‌شود